# Холмс, Генри Роберт
Генри Роберт «Боб» Холмс (англ. Henry Robert "Bob" Holmes, 11 мая 1895 — 22 января 1989) — президент Королевского филателистического общества Лондона в 1961—1964 годах, включённый в Список выдающихся филателистов в 1953 году.
С 1947 года Генри Холмс был почетным хранителем филателистических коллекций Британского музея, ныне входящих в Филателистические коллекции Британской библиотеки. Он был экспертом по почтовым маркам Бермудских островов и Бечуаналенда и членом-корреспондентом Академии филателии (L’Académie de Philatélie). Его статьи о почтовых марках Griqualand West 1877 года и провизорном выпуске Республики Гондурас были изданы репринтными изданиями из журнала The London Philatelist, редактором которого он также был с июля 1946 года по декабрь 1954 года.
Он получил серебряную медаль на Юбилейной международной выставке (Jubilee International Exhibition) 1912 года, премию Брандта (Brandt Prize) в 1941 году и медаль Лихтенштейна в 1969 году.

## Избранные публикации
- The Postage Stamps of Bermuda. — 1932.
- Stamps of the Private Byposts of Norway. — 1938.
- The Postage Stamps of Tibet. — 1941.
- The Postage Stamps, Postal Stationery, and Postmarks of the Bechuanalands. — Royal Philatelic Society London, 1971.